# Euryalea occidentalis
Euryalea occidentalis é uma espécie de insetos coleópteros polífagos pertencente à família Staphylinidae.
A autoridade científica da espécie é Assing & Wunderle, tendo sido descrita no ano de 1997.
Trata-se de uma espécie presente no território português.